# 袁浩倫
袁浩倫（英語：Yuen Ho-lun），註冊社工，香港北區連線成員，前香港北區區議會清河選區議員，於2019年香港區議會選舉擊敗獲新界社團聯會及公屋聯會支持的時任議員藍偉良而當選。2021年4月16日，袁浩倫因拒絕向政府宣誓，去信民政事務總署，辭任北區區議員職務，同年6月1日生效。

## 社工生涯
袁於參選前於清河邨一間社區服務中心擔任社工長達4年，工作包括戒毒服務及青少年服務，以及協助基層人士。

## 參與2019年香港區議會選舉
2019年10月3日，袁浩倫連同多名地區工作者組成北區連線並宣佈參與同年的換屆區議會選舉，其本人則參選清河選區。最終他奪得近四千票，以千票之差擊敗時任區議員親中派的藍偉良及另一候選人、得五百餘票的鄭仕蘭。

### 歷屆選舉結果
| 政党   | 政党               | 候选人    | 票数  | %     | ±      |
| ------ | ------------------ | --------- | ----- | ----- | ------ |
|        | 獨立               | ①. 鄭仕蘭 | 512   | 6.99  | 不適用 |
|        | 北區連線           | ②. 袁浩倫 | 3,944 | 53.83 | 不適用 |
|        | 公屋聯會/新 新社聯 | ③. 藍偉良 | 2,871 | 39.18 | -36.56 |
| 多数票 | 多数票             | 多数票    | 1,073 | 14.65 | -45.49 |

### 當選後事件
當選後，袁浩倫被一個名為「港聞速遞」的微博帳號抹黑為「毒癮患者」，其後袁回應有關照片實為他在投票日於點票站監票時被拍，又誠邀造謠者同佢一齊拎頭髮去驗。求驗傳媒亦批評以抹黑對手來掩蓋自己陣營的不足，其實是在荼毒國家人民，散播無知。

#### 反對暉明邨作COVID-19隔離營
其助理鄧梓聰於警方驅散期間在暉明邨與警方就私人地方問題發生口角，期間警方突然向其面部噴射胡椒噴劑達五秒。
事件完結後，袁浩倫於區議會質問衞生處代表：預防勝於治療你同意嘛？同意，為何不立即封關？

## 資料來源
1. ↑  . on.cc東網. 2021-04-20  [2021-05-03]. （原始内容存档于2021-05-03）.
2. ↑  . 香港01. 2019-11-23  [2019-12-30]. （原始内容存档于2019-12-30）.
3. ↑  . 立場新聞 Stand News.   [2019-12-25]. （原始内容存档于2019-10-04） （英语）.
4. ↑  . 明報新聞網 - 每日明報 daily news.   [2019-12-25]. （原始内容存档于2019-12-25） （中文（繁體））.

## 外部連結
- 袁浩倫的Facebook專頁

| 議會席位      | 議會席位                                              | 議會席位    |
| ------------- | ----------------------------------------------------- | ----------- |
| 前任： 藍偉良 | 北區區議會 清河選區區議員 2020年1月1日－2021年5月31日 | 繼任： 懸空 |